# Masood Kausar
Masood Kausar, né le 2 mai 1938 dans le district de Kohat dans la province de Khyber Pakhtunkhwa, est un homme politique pakistanais.
Membre important du Parti du peuple pakistanais dans la province de Khyber Pakhtunkhwa, il est successivement président de l'Assemblée provinciale de Khyber Pakhtunkhwa, chef de l'opposition dans la même Assemblée, gouverneur de la province et sénateur.

## Biographie

### Étude
Masood Kausar obtient un Bachelor en Art de l'Islamia College de Peshawar. En 1960, il obtient un Bachelor of Laws de l'Université de Peshawar. Il est ainsi souvent nommé « Barrister Masood Kausar »

### Carrière politique
Il rejoint le Parti du peuple pakistanais dans les années 1970.
Lors des élections législatives de 1988, il est élu député provincial de l'Assemblée provinciale de Khyber Pakhtunkhwa. Il devient alors président (Speaker) de l'Assemblée. Il est réélu lors des élections législatives de 1990 et devient chef de l'opposition de l'Assemblée.
En 1994, il est élu pour six ans membre du Sénat, représentant la province de Khyber Pakhtunkhwa.
Le 10 février 2011, il est nommé gouverneur de la province de Khyber Pakhtunkhwa par le président de la République Asif Ali Zardari et occupe ses fonctions jusqu'en février 2013, quand il est remplacé par Shaukatullah Khan.
Son neveu Shibli Faraz devient sénateur de la province en 2015 pour le Mouvement du Pakistan pour la justice.